# Klaus Duschat
Klaus Duschat (Ventersdorp (provincie Noordwest), 1955) is een in Zuid-Afrika geboren, Duitse beeldhouwer.

## Leven en werk
Klaus Duschat studeerde van 1975 tot 1984 beeldhouwkunst aan de kunstacademies van Hannover en Berlijn. Zijn hoogleraren waren achtereenvolgens de beeldhouwers Helmut Rogge, Dietrich Klakow en Bernhard Heiliger. Reeds tijdens zijn studie stichtte hij met medestudenten David Lee Thompson, Klaus H. Hartmann, Gisela von Bruchhausen, Hartmut Stielow en Gustav Reinhardt de Groep ODIOUS. De zes kunstenaars werkten vele jaren in een gezamenlijk atelier in Berlijn en exposeerden regelmatig als kunstenaarsgroep.
Duschat creëert beeldhouwwerken met afvalmateriaal, rvs en vooral cortenstaal. Zijn werken vindt men in de collecties van beeldenparken en in de openbare ruimte van vele Duitse steden. Duschat heeft met Odious of alleen veelvuldig deelgenomen aan beeldhouwsymposia in Duitsland, India, Turkije en de Verenigde Staten. In 1990 nam hij met onder anderen Wolfram Schneider, David Lee Thompson, Cornelia Weihe en Leonard Wübbena deel aan het 3. Ostfriesisches Bildhauer-Symposion voor staalbeeldhouwers in Wittmund.

## Werken (selectie)
- 1981/82 : Achill, Freie Universität in Berlijn
- 1982 : Eisentirade, Skulpturengarten Auguste-Viktoria-Krankenhaus in Berlijn
- 1984/85 : Salamitaktik, beeldenroute Schulzentrum Schölkegraben in Salzgitter
- 1985 : Be-Züge, buitencollectie Kunstverein Springhornhof in Neuenkirchen (Lüneburger Heide) (met de Groep Odious)
- 1985 : Kugellenker, Skulpturengarten AVK in Berlijn
- 1985 : Wegzeichen, Britzer Garten in Berlijn
- 1986 : Zepter, beeldenpark Kunstpfad Universität Ulm in Ulm
- 1989 : Kugelwelt, Stadtpark in Leonberg
- 1989 : Tanzgabel, Skulpturengarten Funnix in Wittmund-Funnix
- 1989 : Kugelwelt, Stadtpark in Leonberg (Baden-Württemberg)
- 1990 : Tor III voor de Kunsthalle Wilhelmshaven in Wilhelmshaven
- 1991 : Flaschengrün[1], Staatliche Galerie Moritzburg in Halle (Saale)
- 1992 : Kape, Istanboel (Turkije)
- 1992 : Ohne Titel, Braunschweig
- 1993 : Mount Palomar, Skulpturenmeile Mannheim in Mannheim
- 1994 : Gelsenkirchener Barockstück, Gelsenkirchen
- 1994 : Tisch, Skulpturenpark Heidelberg in Heidelberg[2]
- 1995 : Ohne Titel, Darmstadt
- 1995 : Segmentbogen, beeldenpark van de Kunsthalle Mannheim in Mannheim
- 2004 : Speech, Damme
- 2005 : Chattanooga, Chattanooga (Tennessee) (USA)
- 2007 : Kugelthron, Berlijn-Pankow
- 2007 : Liegende, Berlijn

## Fotogalerij

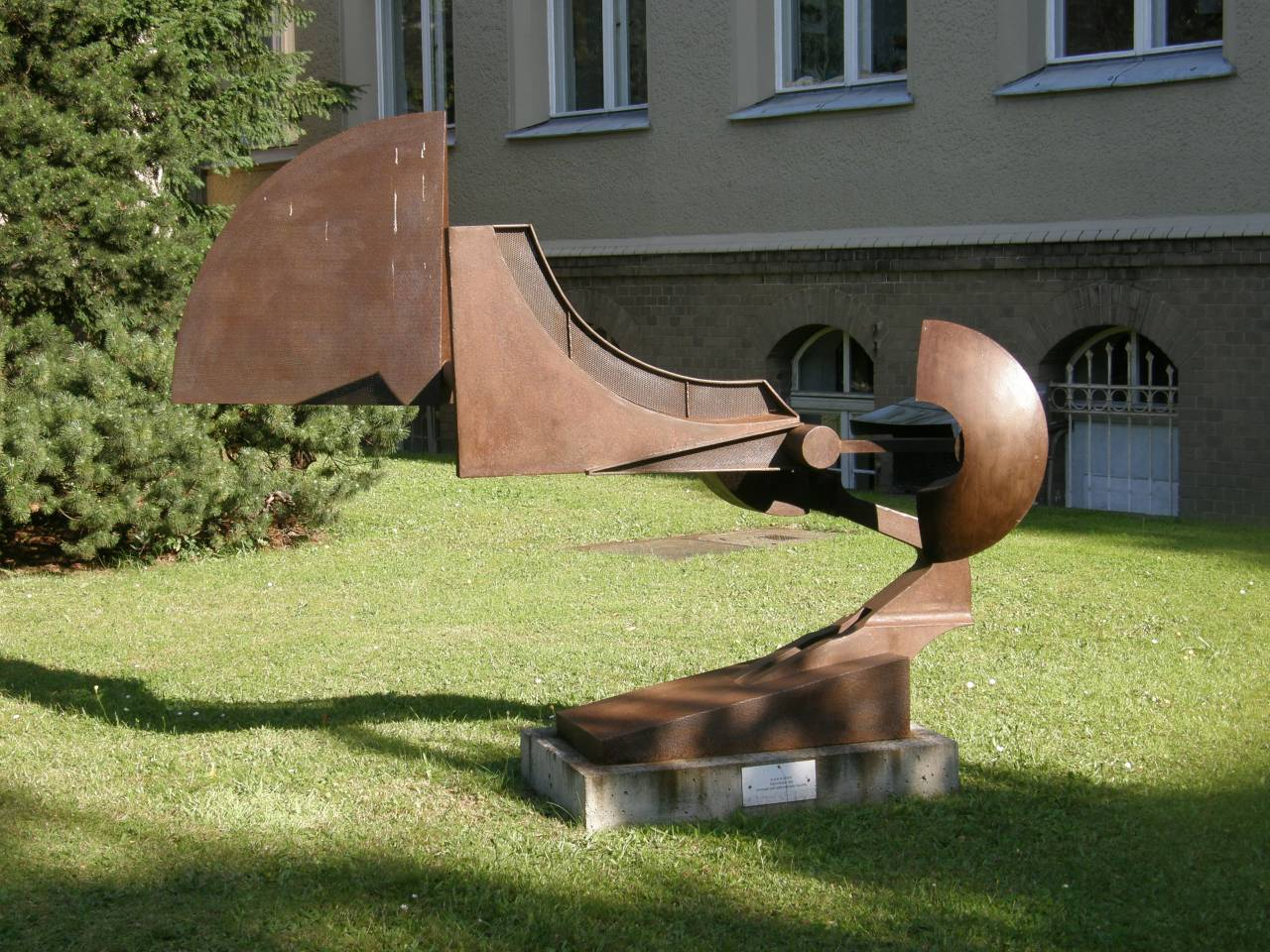
Eisentirade (1982), Berlijn
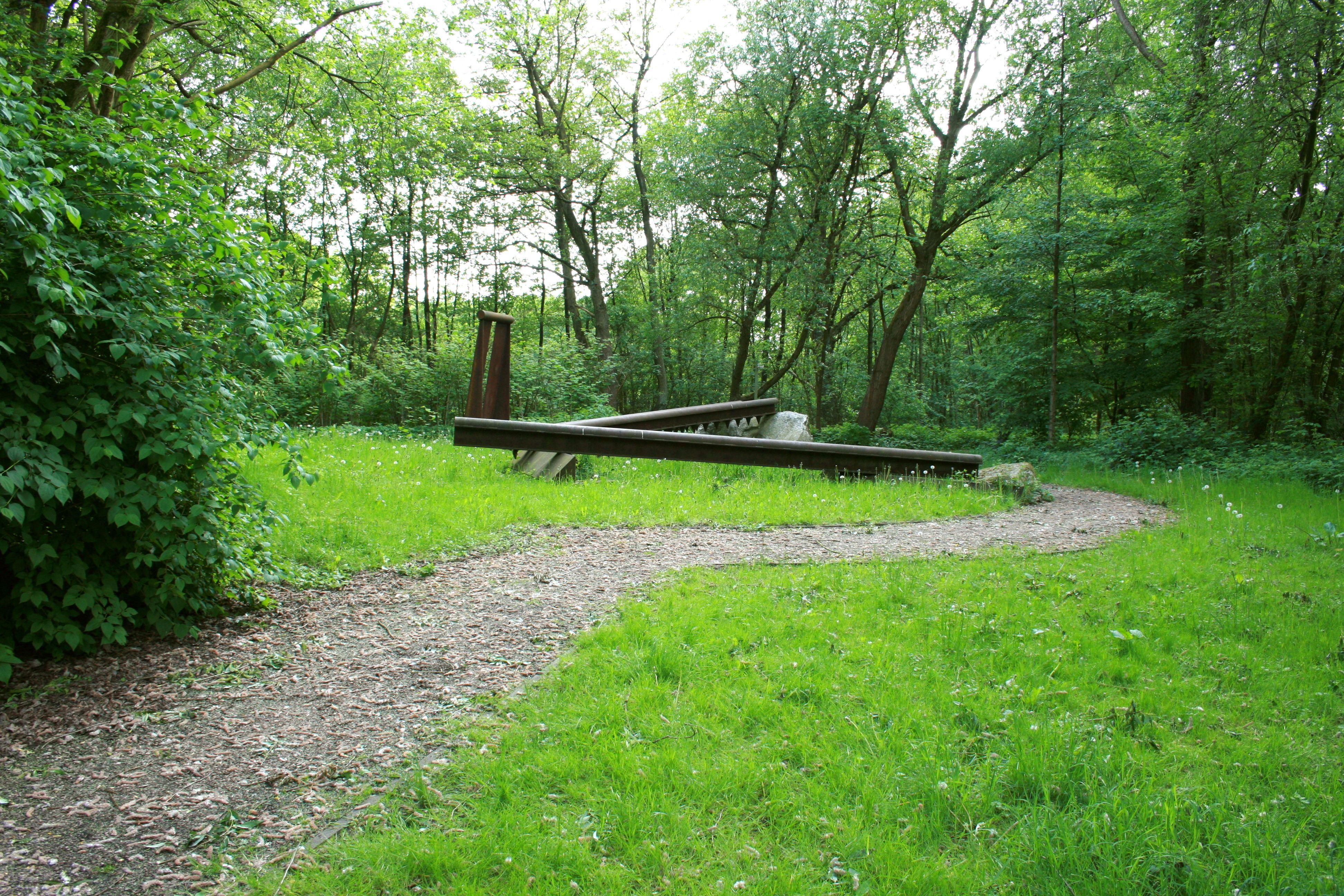
Be-Züge (1985) in Neuenkirchen
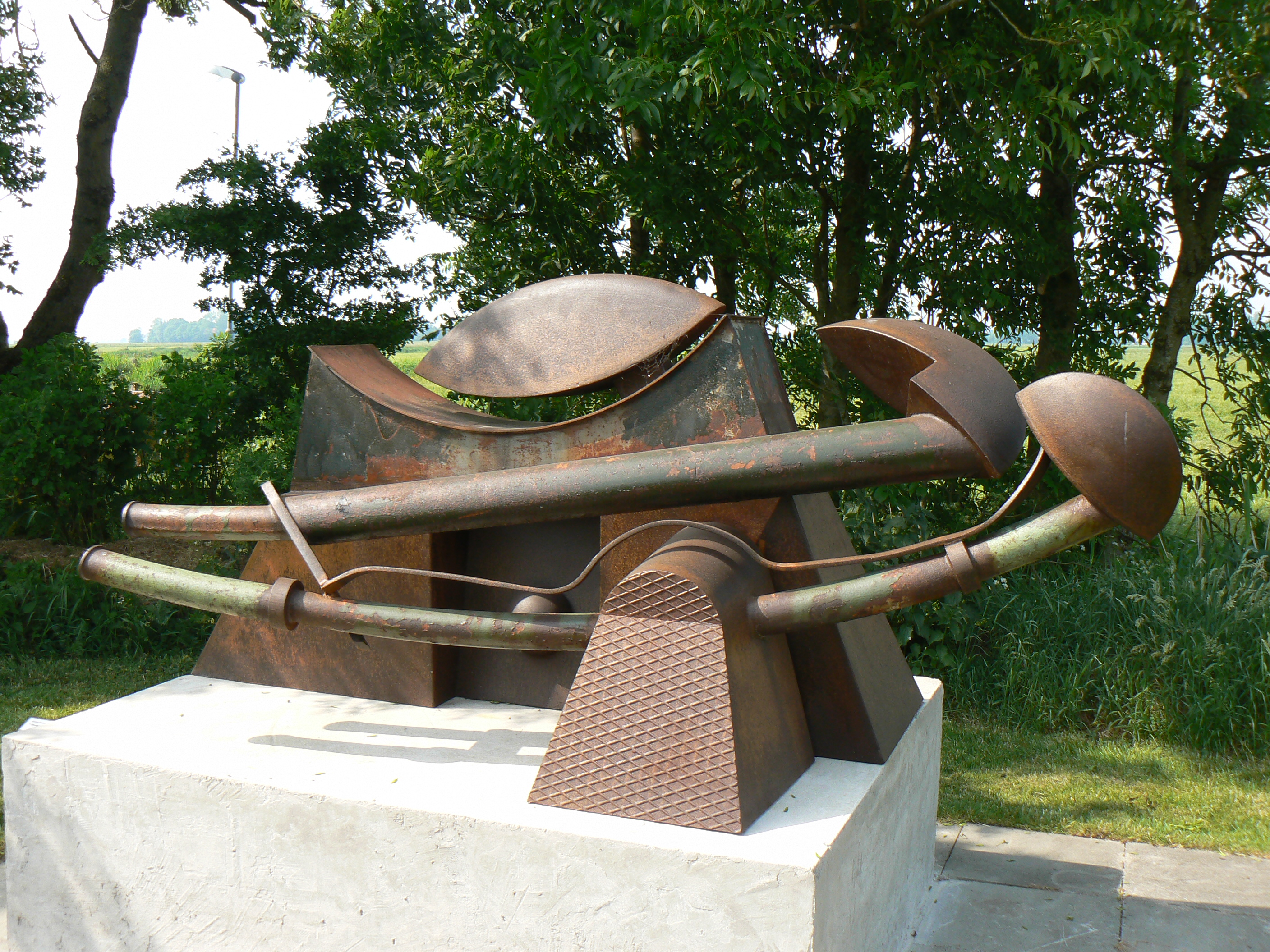
Tanzgabel (1989), Wittmund-Funnix
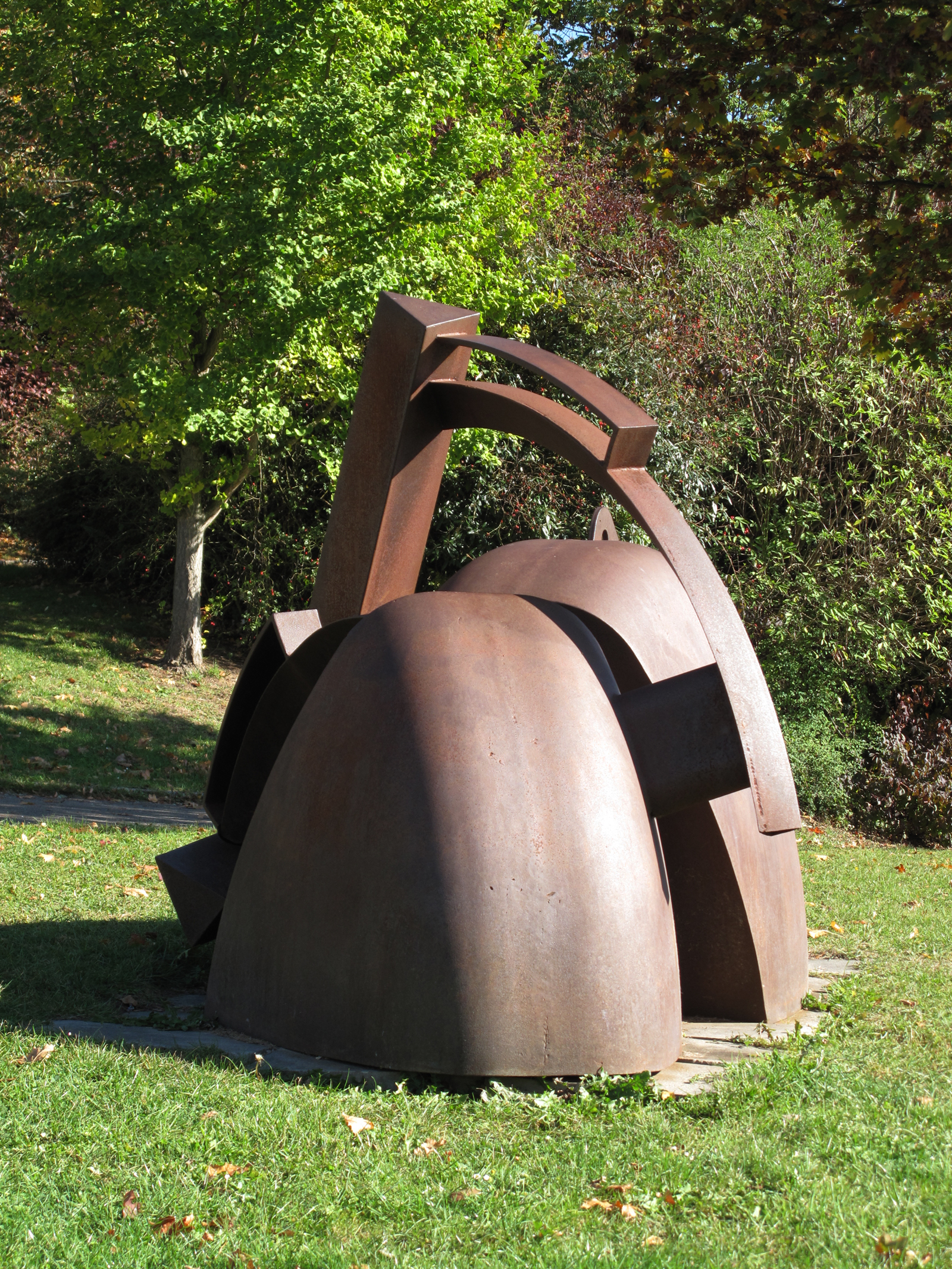
Kugelwelt (1989), Leonberg
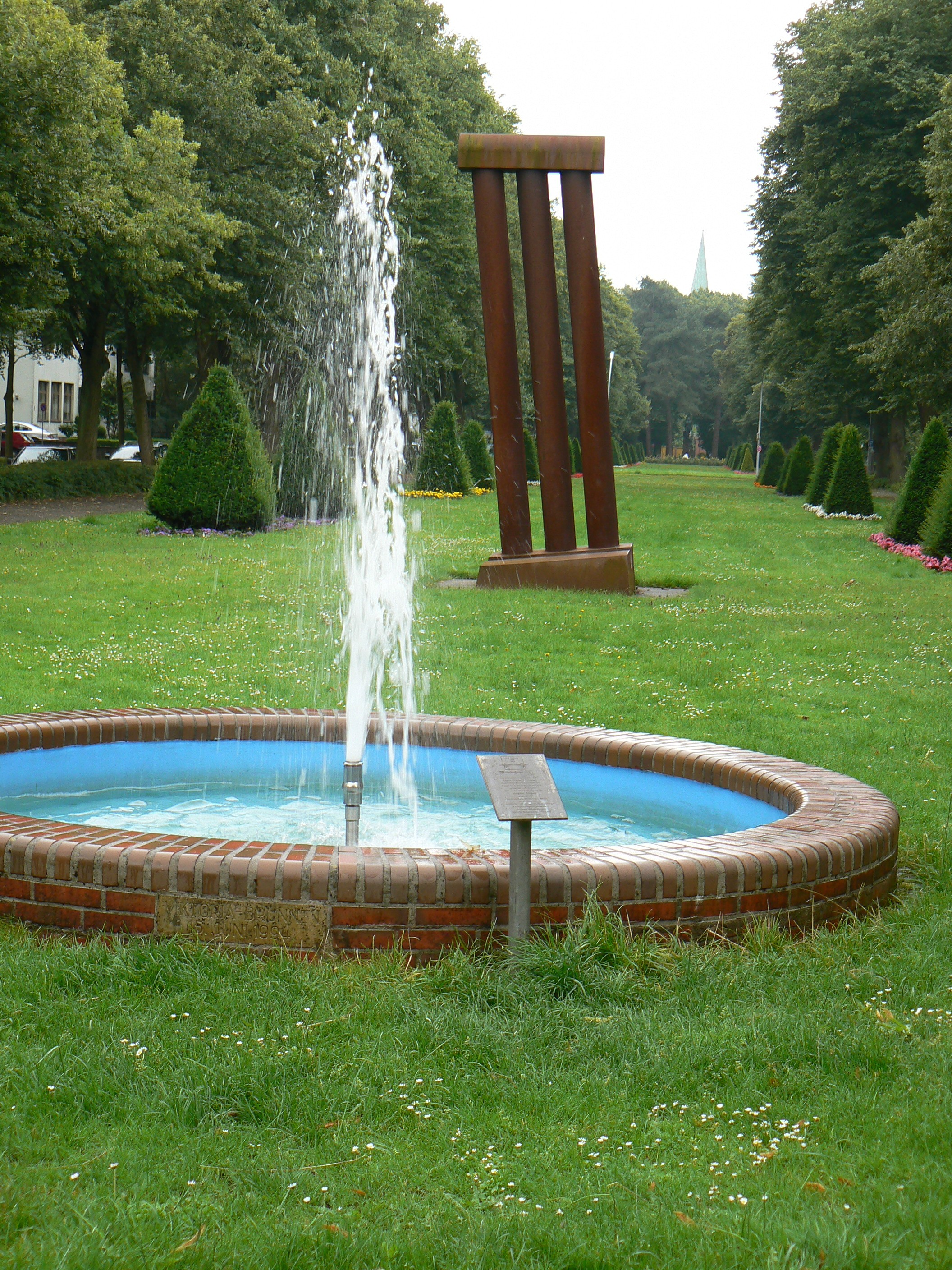
Tor III (1990), Wilhelmshaven
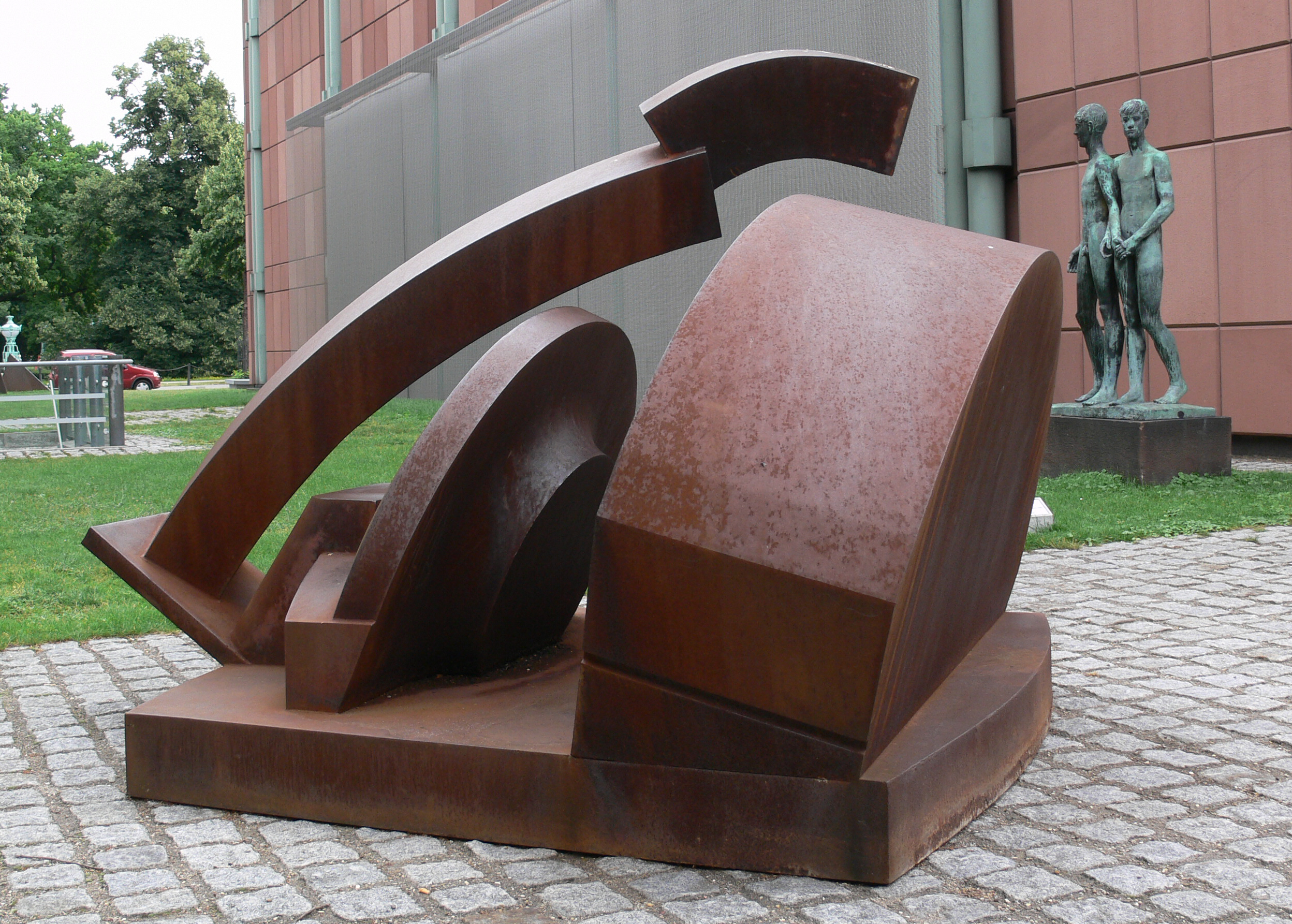
Segmentbogen (1995), Mannheim
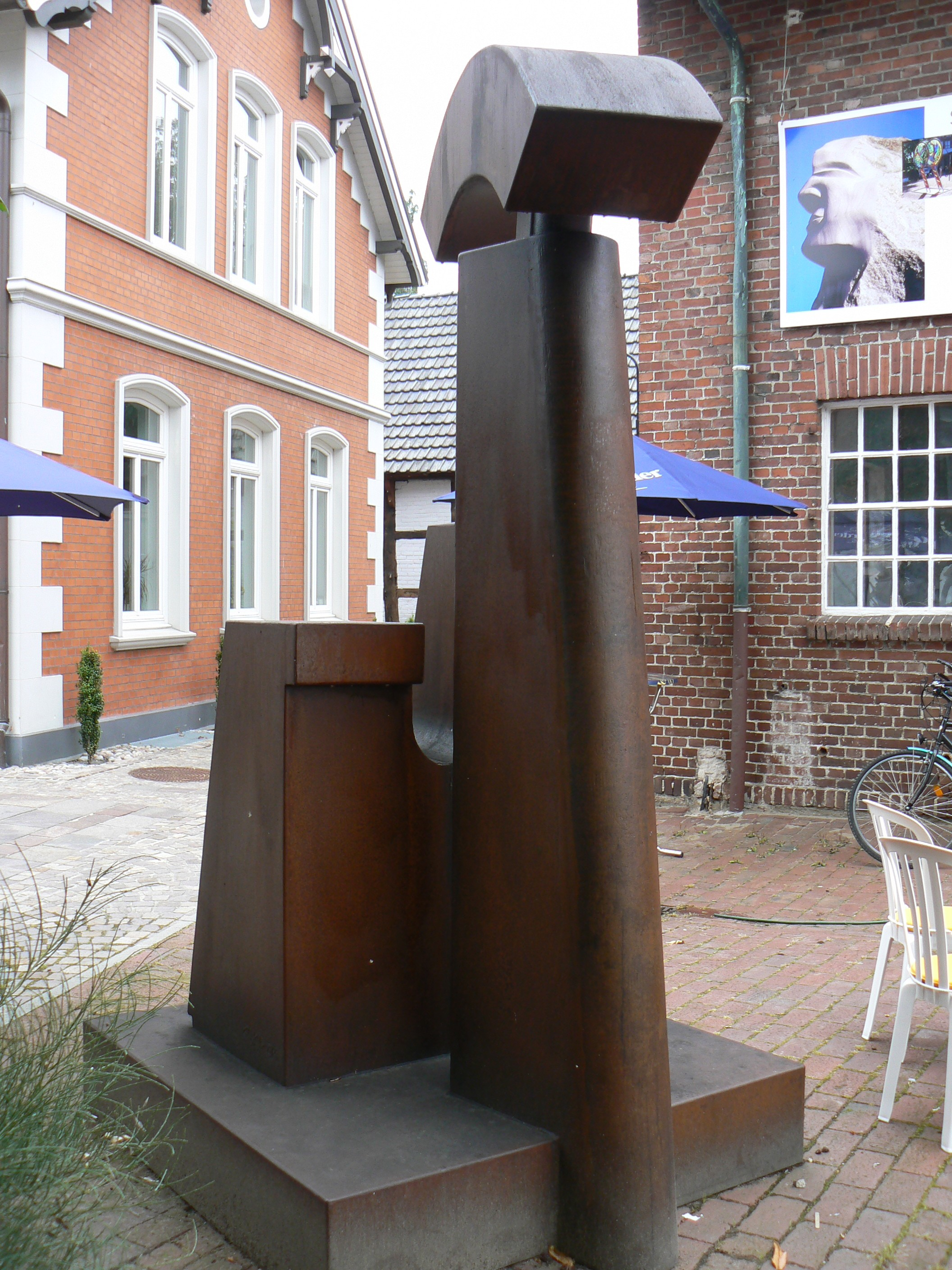
Speech (2004), Damme